# Bo Christensen
Bo Højgaard Christensen (født 24. august 1937 på Frederiksberg, død 11. april 2020) var en dansk filmproducent og tidligere direktør for Nordisk Film.
Bo Christensen blev student i 1956 og i 1957 ansat hos Nordisk Film Junior som instruktørassistent. I 1959 blev han så producerassistent, i 1961 produktionsleder hos Nordisk Reklame Film og fra 1964 produktionschef på Nordisk Films Kompagni.
Han nåede at være ansat på Nordisk Film i 34 år, og fik lavet bl.a. de 13 film om Olsen-banden, 84 afsnit af Huset på Christianshavn og 24 afsnit af Matador.
I 1991 blev Bo Christensen chef for Det Danske Filminstitut, og i 1995 direktør for Tele Danmark (det senere TDC).
Privat var Bo Christensen gift med skuespillerinden Kirsten Hansen-Møller.

## Filmografi
| År   | Titel                          | Noter                                        |
| ---- | ------------------------------ | -------------------------------------------- |
| 1958 | Andre folks børn               | som producerassistent                        |
| 1960 | Poeten og Lillemor og Lotte    | som produktionsleder                         |
| 1964 | Sommer i Tyrol                 | som produktionsleder og skuespiller-stand-in |
| 1964 | Døden kommer til middag        | som produktionsleder                         |
| 1965 | Mor bag rattet                 | som produktionsleder                         |
| 1965 | Landmandsliv                   | som produktionsleder                         |
| 1965 | Slå først, Frede!              | som produktionsleder                         |
| 1965 | Halløj i himmelsengen          | som produktionsleder                         |
| 1966 | Slap af, Frede!                | som produktionsleder                         |
| 1966 | Tre små piger                  | som produktionsleder                         |
| 1966 | Der var engang en krig         | som produktionsleder                         |
| 1966 | Gift                           | som producer                                 |
| 1967 | Martha                         | som produktionsleder                         |
| 1967 | Jeg er sgu min egen            | som produktionsleder                         |
| 1967 | Historien om Barbara           | som produktionsleder                         |
| 1968 | Olsen-banden                   | som produktionsleder                         |
| 1968 | Det var en lørdag aften        | som produktionsleder                         |
| 1968 | I den grønne skov              | som produktionsleder                         |
| 1968 | Sådan er de alle               | som produktionsleder                         |
| 1969 | Olsen-banden på spanden        | som produktionsleder                         |
| 1969 | Stine og drengene              | som produktionsleder                         |
| 1969 | Tænk på et tal                 | som produktionsleder og skuespiller          |
| 1969 | Klabautermanden                | som produktionsleder                         |
| 1970 | Løgneren                       | som produktionsleder                         |
| 1970 | Rend mig i revolutionen        | som produktionsleder og producer             |
| 1970 | Ska' vi lege skjul?            | som producent                                |
| 1971 | Olsen-banden i Jylland         | som produktionsleder                         |
| 1971 | Ballade på Christianshavn      | som producer og produktionsleder             |
| 1971 | Hændeligt uheld                | som producer og produktionsleder             |
| 1972 | Manden på Svanegården          | som produktionsleder                         |
| 1972 | Olsen-bandens store kup        | som produktionsleder                         |
| 1973 | Olsen-banden går amok          | som produktionsleder                         |
| 1974 | Olsen-bandens sidste bedrifter | som produktionsleder og skuespiller          |

| År   | Titel                                 | Noter                               |
| ---- | ------------------------------------- | ----------------------------------- |
| 1975 | Olsen-banden på sporet                | som produktionsleder                |
| 1976 | Olsen-banden ser rødt                 | som produktionsleder                |
| 1976 | Affæren i Mølleby                     | som produktionsleder                |
| 1976 | Kassen stemmer                        | som produktionsleder og skuespiller |
| 1977 | Olsen-banden deruda'                  | som produktionsleder                |
| 1978 | Olsen-banden går i krig               | som produktionsleder                |
| 1979 | Olsen-banden overgiver sig aldrig     | som produktionsleder                |
| 1981 | Olsen-bandens flugt over plankeværket | som produktionsleder                |
| 1981 | Olsen-banden over alle bjerge         | som produktionsleder                |
| 1981 | Jeppe på bjerget                      | som produktionsleder                |
| 1983 | Forræderne                            | som produktionsleder                |
| 1983 | Kurt og Valde                         | som produktionsleder                |
| 1983 | Med lille Klas i kufferten            | som producent                       |
| 1984 | Rainfox                               | som producer                        |
| 1985 | Den kroniske uskyld                   | som producer                        |
| 1986 | Mord i mørket                         | som producer                        |
| 1986 | Oviri                                 | som produktionschef                 |
| 1986 | Walter og Carlo - yes, det er far     | som producer                        |
| 1987 | Babettes Gæstebud                     | som producer                        |
| 1987 | Sidste akt                            | som producer                        |
| 1988 | Ved vejen                             | som producer og skuespiller         |
| 1988 | Mord i Paradis                        | som producer                        |
| 1988 | Time out                              | som executive producer              |
| 1989 | Kærlighed uden stop                   | som producent                       |
| 1989 | Miraklet i Valby                      | som producer                        |
| 1989 | En verden til forskel                 | som producerassistent               |
| 1990 | Manden der ville være skyldig         | som producer                        |
| 1991 | Europa                                | som producer                        |
| 1999 | Den eneste ene                        | som executive producer              |
| 2001 | Min søsters børn                      | som Co-producer                     |
| 2002 | Klatretøsen                           | som Co-producer                     |
| 2002 | Min søsters børn i sneen              | som Co-producer                     |
| 2003 | Regel nr. 1                           | som executive producer              |